# Novecentos e sessenta e nove
Novecentos e sessenta e nove (969) é um número inteiro, corresponde à idade que, segundo a Bíblia, viveu Matusalém, o homem que mais viveu, e que morreu no ano do dilúvio.
De acordo com John Gill, citando os judeus, nenhum homem poderia viver mais de mil anos, pois mil anos (conforme Salmos 90:4) é um dia de Deus.